# Златокротові
Златокротові (Chrysochloridae) — родина ссавців ряду тенрекоподібних, ці невеликі тварини мешкають в Південній Африці.

## Зовнішній вигляд
На вигляд ці звірі більше нагадують не кротів, а підземних гризунів — цокорів. При цьому філогенетично златокротові ближче до тенреків і видрових землерийок. Крім того, златокротові мають дивовижну схожість із австралійськими сумчастими кротами (Notoryctes), хоча і належать з ними до різних систематичних груп.
Розміри златокротових дрібні і середні: тіло завдовжки 8-24 см, хвіст рудиментарний. Тіло округле, покрите коротким густим хутром червоного, жовтого, оливкового або коричневого кольору з червоним металевим блиском. Голова дещо сплощена зверху. Носовий відділ не загострений; кінець морди ороговілий і допомагає при ритті землі. Ніздрі при копанні землі прикриваються клапанами. Рудиментарні очі приховані під шкірою. Вушні раковини непомітні. Передні лапи у златокротових 4-палі (немає 5 пальця), задні, — 5-палі. Між пальцями на задніх лапах є перетинки. Третій палець передніх кінцівок озброєний великим копальним кігтем. Зубів від 36 до 40. Сосків 2 пари (грудна і пахова). У самців і самиць урогенітальний тракт відкривається в єдиний отвір — клоаку.

## Спосіб життя і харчування
Златокроти водяться в Південній Африці, зустрічаючись від мису Доброї Надії та Камеруну, Заїру, Уганди, Кенії і Танзанії. Мешкають в різних ландшафтах: лісових, рівнинних, гірських і болотистих, а також в окультурених. Віддають перевагу місцевостям з м'якими ґрунтами, зокрема піщані пустелі. Спосіб життя підземний, рийний. Златокроти, подібно до звичайних кротів, влаштовують складні системи підземних ходів, розташованих в декілька ярусів: приповерхневих, кормових і житлових з гніздовими камерами. Ходи златокроти риють за допомогою морди і могутніх передніх лап, які, на відміну від лап кротових, розташовані під тілом, а не з боків. Нерідко, особливо в дощовий сезон, вони виходять на поверхню, переслідуючи виповзаючих земляних черв'яків. Окрім черв'яків, ґрунтових комах і інших безхребетних, вони поїдають безногих ящірок, вбиваючи їх ударами кігтів. У посушливий сезон і при похолоданні впадають в неглибоку сплячку. Завдяки ефективному обміну речовин багато видів взагалі не потребують води, отримуючи її з їжею. Самиці всіх видів зазвичай приносять по 2 дитинчати. Поза сезоном розмноження златокроти солітарні і територіальні.

## Систематика

### Підродина Chrysochlorinae
- - Рід Carpitalpa
    - Златокріт Аренда (Carpitalpa arendsi)

  - Рід Chlorotalpa
    - Златокріт Даті (Chlorotalpa duthieae)
    - Златокріт Склатера (Chlorotalpa sclateri)

  - Рід Chrysochloris
    - Підрід Chrysochloris
      - Златокріт капський (Chrysochloris asiatica)
      - Златокріт Візаґі (Chrysochloris visagiei)

    - Підрід Kilimatalpa
      - Златокріт Штульмана (Chrysochloris stuhlmanni)

  - Рід Chrysospalax
    - Златокріт гігантський (Chrysospalax trevelyani)
    - Златокріт грубоволосий (Chrysospalax villosus)

  - Рід Cryptochloris
    - Златокріт Де Вінтона (Cryptochloris wintoni)
    - Златокріт Ван Зіла (Cryptochloris zyli)

  - Рід Eremitalpa
    - Златокріт Гранта (Eremitalpa granti)

### Підродина Amblysominae
- - Рід Amblysomus
    - Златокріт фінбоський (Amblysomus corriae)
    - Златокріт готентотський (Amblysomus hottentotus)
    - Златокріт Марлі (Amblysomus marleyi)
    - Златокріт міцний (Amblysomus robustus)
    - Златокріт хайвелдський (Amblysomus septentrionalis)

  - Рід Calcochloris
    - Підрід Huetia
      - Златокріт конгський (Calcochloris leucorhinus)

    - Підрід Calcochloris
      - Златокріт жовтий (Calcochloris obtusirostris)

    - Підрід невизначений
      - Златокріт сомалійський (Calcochloris tytonis)

  - Рід Neamblysomus
    - Златокріт Джуліана (Neamblysomus julianae)
    - Златокріт Гунінга (Neamblysomus gunningi)

Викопні останки златокротів відомі з міоцену.